# Capão

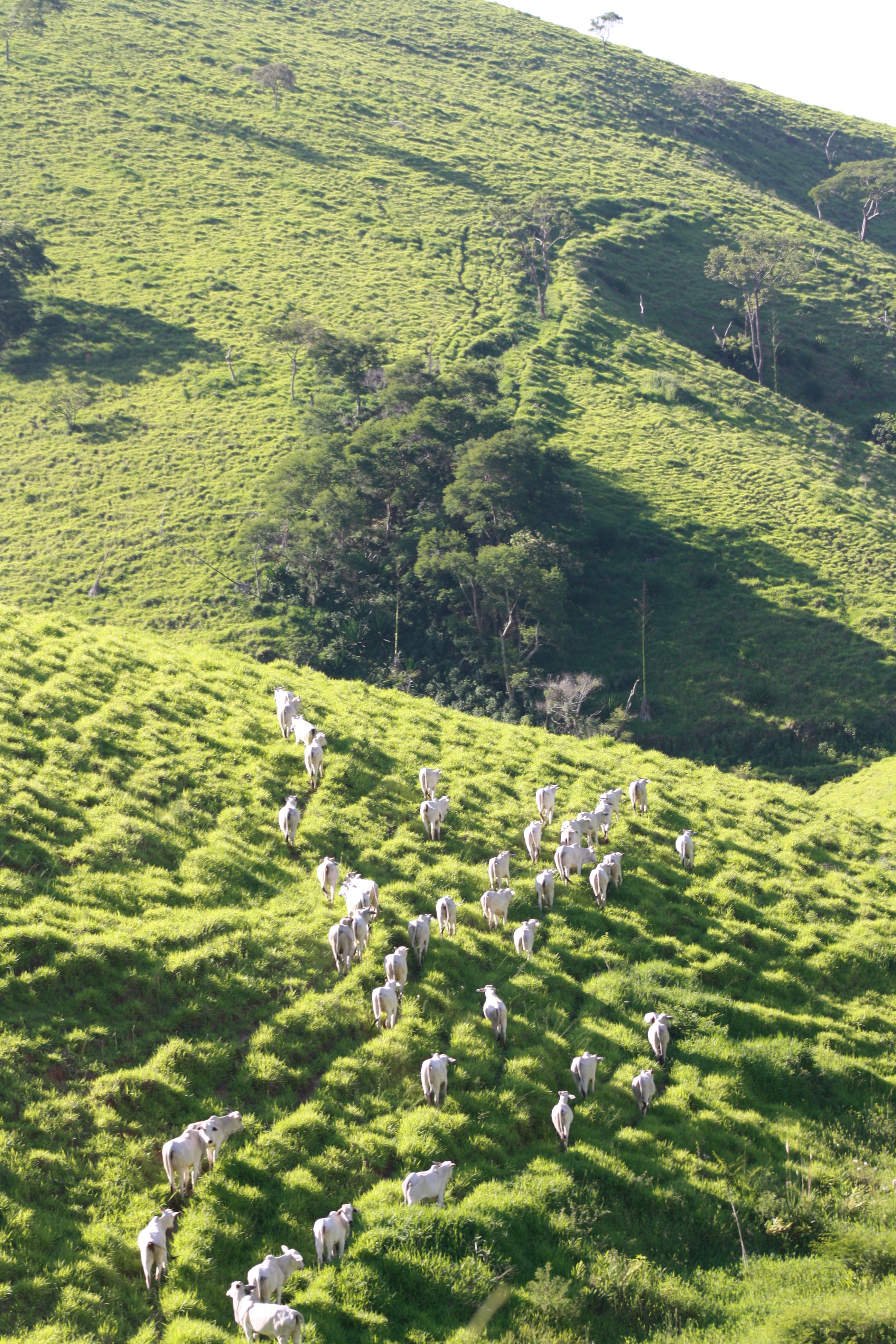
Capão no Parque Estadual do Desengano, no Rio de Janeiro, no Brasil.

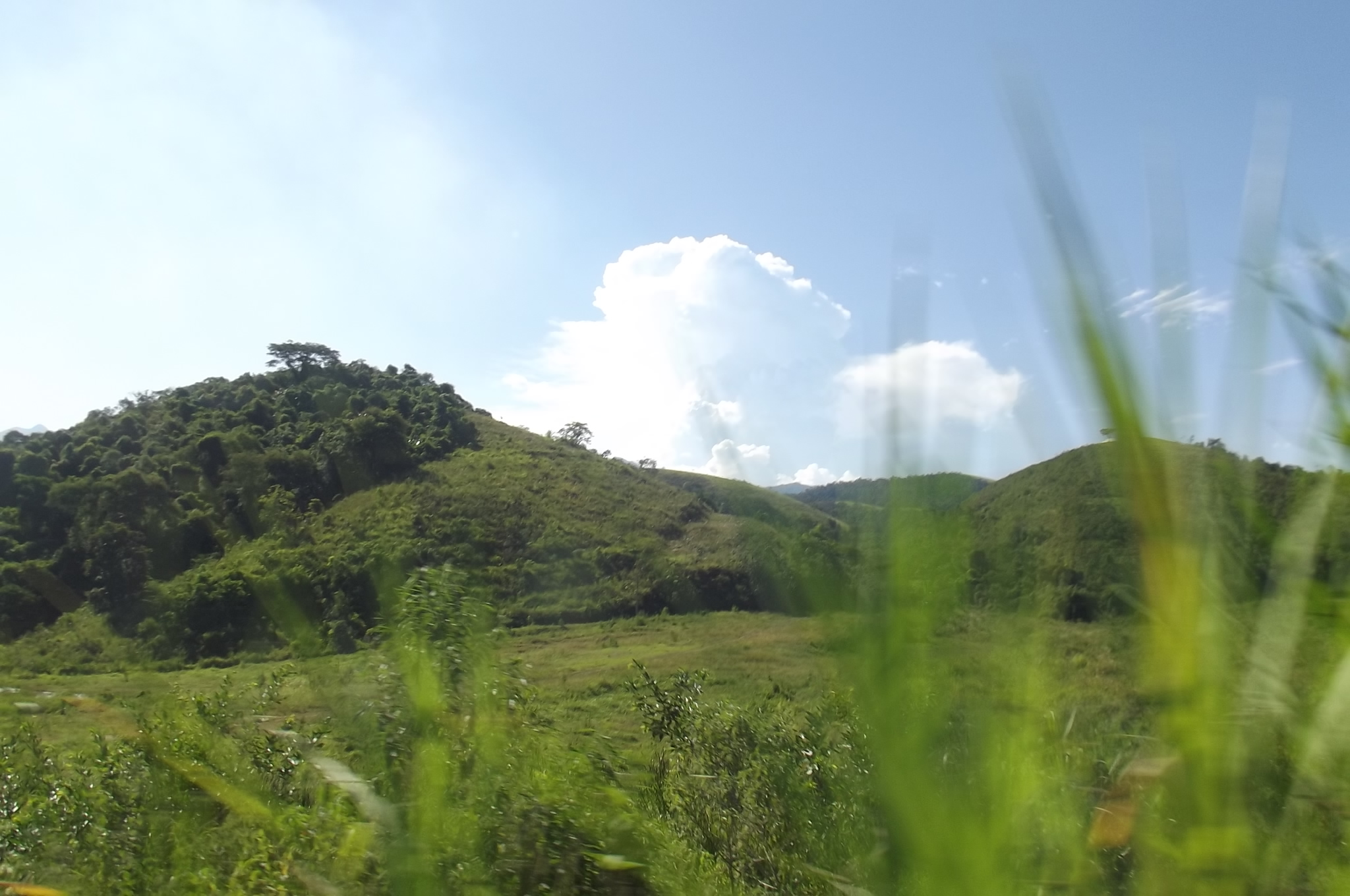
Capão no Parque Nacional do Itatiaia, no Rio de Janeiro, no Brasil.

O capão é uma formação vegetal típica do Brasil meridional (região Sul e centro-sul do estado de São Paulo). Consiste em um grupamento de vegetação arbórea cercada por campinas.

## Etimologia
"Capão" é uma palavra de origem tupi e possui duas etimologias possíveis:
- "mata redonda", através da composição dos termos ka'a ("mata") e pu'ã ("redondo")[3].
- "ilha de mata", através da aglutinação dos termos ka'a ("mata") e 'ypa'ũ ("ilha")[4].

## Lista
Topônimos que contêm "Capão":
- Capão Alto
- Capão (Armação dos Búzios)
- Capão Bonito
- Capão Bonito do Sul
- Capão Comprido
- Capão Novo
- Capão Preto
- Capão Redondo
- Capão Seco
- Capão Seco (Rio Grande)
- Capão Seco (Sidrolândia)
- Capão da Canoa
- Capão da Canoa (distrito)
- Capão da Canoa (praia)
- Capão da Cruz
- Capão da Herança
- Capão da Imbuia
- Capão da Imbuia (Curitiba)
- Capão da Porteira
- Capão da Traição
- Capão de Altitude
- Capão de Baixio
- Capão do Cipó
- Capão do Corvo
- Capão do Embira
- Capão do Leão
- Capão do Tigre
- Muitos Capões